# 윔블던 선수권 대회
윔블던 선수권 대회(The Championships, Wimbledon)는 영국 런던 윔블던에서 열리는 세계 4대 그랜드 슬램 테니스 대회의 하나이다. 세계에서 가장 오랜 역사를 지닌 테니스 대회인 이 대회는 널리 최고의 권위를 인정받고 있다. 1877년부터 런던 머튼 구의 윔블던에 위치한 올 잉글랜드 클럽에서 개최되어 왔다. 그랜드 슬램 대회 중 유일하게 잔디 코트를 사용한다.
윔블던은 매년 6월 말에서 7월 초까지 2주간 열린다. 대회의 마지막 토요일과 일요일에 각각 여자 단식과 남자 단식 결승 경기를 마지막으로 대회가 끝난다. 대회는 5개의 메인 경기 부문과 4개의 주니어 경기 부문, 4개의 초청 경기 부문으로 구성되어 있다.
윔블던은 그랜드 슬램 대회 중에서는 호주 오픈과 프랑스 오픈에 이어 연중 세 번째로 개최되며, 이후에 US 오픈이 개최된다. 남자 대회로는 퀸즈 클럽 챔피언십과 게리 웨버 오픈이 각각 영국 런던과 독일 할레(Halle)에서 웜업(warm-up) 대회로서 개최된다. 여자 대회로는 버밍엄에서 AEGON 클래식이 웜업 대회로 열리며, 또한 유니세프 오픈과 AEGON 인터내셔널 대회도 각각 네덜란드 스헤르토헨보스와 영국 이스트번에서 여자 웜업 대회로서 개최된다.
이 대회는 전통적으로 참가선수들에게 엄격한 복장규정을 적용하고 있다. 또한 딸기와 크림을 간식으로 즐기는 것과, 국왕이 대회를 참관하는 것도 전통으로 이어져 오고 있다. 2009년에는 잦은 우천으로 인한 경기 지연을 막기 위해 센터 코트에 개폐식 지붕을 설치하였다.

## 역사

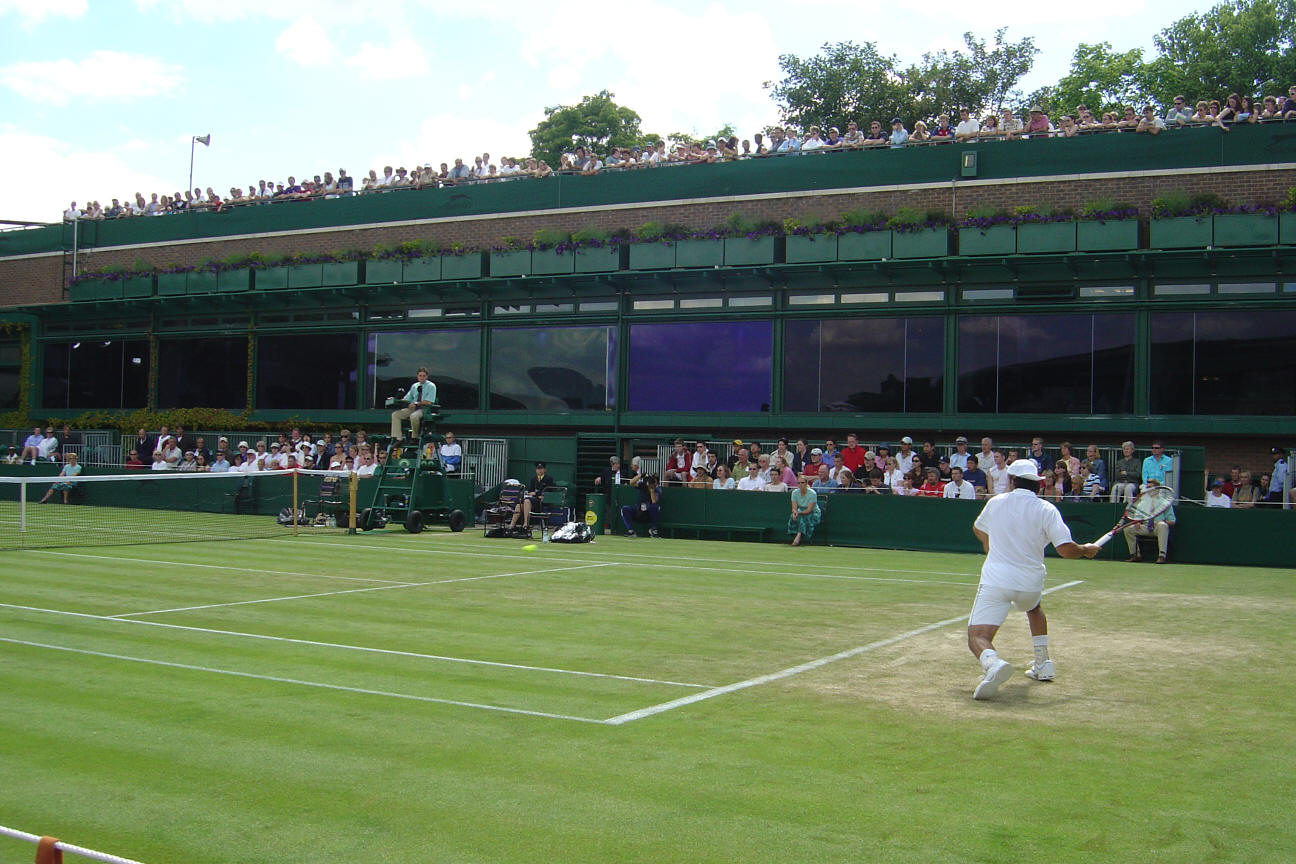
2004년 대회 당시 18번 코트에서 진행 중인 경기 모습.

### 초기
올 잉글랜드 론 테니스 앤드 크로케 클럽(The All England Lawn Tennis and Croquet Club)은 1868년 설립된 사설 클럽으로, 최초 명칭은 ‘올 잉글랜드 크로케 클럽’이었다. 이 클럽에서 사용한 최초의 경기장은 윔블던 워플로드(Worple Road)에 있었다.
1874년 또는 그보다 조금 더 이른 시기에 월터 클롭튼 윙필드(Walter Clopton Wingfield) 장군에 의해 최초에는 스티케라고 불렸던 스포츠인 론 테니스가 고안되었고, 1875년에 올 잉글랜드 클럽에서 이것을 클럽 활동에 추가하였다. 1877년 봄에는 클럽 명칭을 ‘올 잉글랜드 크로케 앤드 론 테니스 클럽’으로 바꾸었고, 최초의 론 테니스 챔피언십을 개최하여 클럽 명칭의 변경을 널리 알렸다. 이 대회를 위해 이전까지 사용되던 매릴본 크리켓 클럽에서 만든 경기규정도 새롭게 정비하였다. 네트 및 네트 포스트의 높이, 네트로부터 서비스 라인까지의 거리 등 일부 세부적인 코트 규격을 제외하면 당시 제정된 규정은 오늘날 현대 테니스의 규정과 거의 동일한 내용을 갖고 있었다.
1877년 7월 9일 시작된 첫 대회에서는 남자 단식 경기만이 개최되었다. 이 대회에서는 스펜서 고어(Spencer Gore)가 구식 해로비안(Harrovian) 라켓을 사용하여 우승했으며, 결승전에서는 약 200명의 유료 관람객들이 경기를 관전했다.
전체 경기장에서 메인 코트는 다른 코트들의 중앙에 위치하게 배치되었는데, 이 때문에 메인 코트에는 ‘센터 코트’(Centre Court)라는 이름이 붙게 되었다. 이후 1922년 경기장이 현재의 처치로드(Church Road)로 옮겨오면서 메인 코트의 위치는 중앙이 아닌 다른 위치로 배치되었지만 기존의 명칭은 그대로 유지되었다. 그러나 1980년에 4개의 코트가 경기장 북측에 새로 만들어지면서, 센터 코트의 위치는 다시금 실제로 전체 경기장의 중앙에 위치하게 되었다.
1882년에 이르러서는 클럽의 활동이 거의 론 테니스로 한정되었으며, 이에 따라 클럽 명칭에서 ‘크로케’가 빠지게 되었다. 그러나 정서적인 이유에서 이 단어는 1889년 다시 복원되어, 이 때부터 클럽의 명칭은 올 잉글랜드 테니스 앤드 크로케 클럽이 되었다.
1884년에는 대회에 여자 단식과 남자 복식이 추가되었으며, 1913년에는 여자 복식과 혼합 복식이 추가되었다. 1922년 이전까지 대회의 우승자는 자동으로 이듬해 대회 결승에 진출하고 새로운 결승 진출자가 이에 도전하는 방식으로 대회가 진행되었다. 다른 그랜드 슬램 대회들과 마찬가지로, 옛 윔블던에는 톱랭킹 아마추어 선수들이 대거 참가하였으며, 이는 1968년 오픈 시대가 시작될 때까지 지속되었다.
남자 단식에서는 1936년 프레드 페리 이후 77년만에 2013년 앤디머레이가 우승, 그리고 여자 단식에서는 1977년 버지니아 웨이드 이후로 영국 출신 우승자가 나오지 않았다. 다만 여자 주니어 단식 에서는 1984년 애너벨 크로프트와 2008년 로라 롭슨이 영국인 출신으로 우승하였다. 윔블던 효과는 이렇게 영국에서 개최하는 대회에서 자국 선수가 우승하지 못하는 현상을 경제 현상 등에 비유하는 경제 용어이다.
1937년에는 대회 개최 이래 최초로 경기가 텔레비전으로 중계되었다.

### 1990년대 및 그 이후

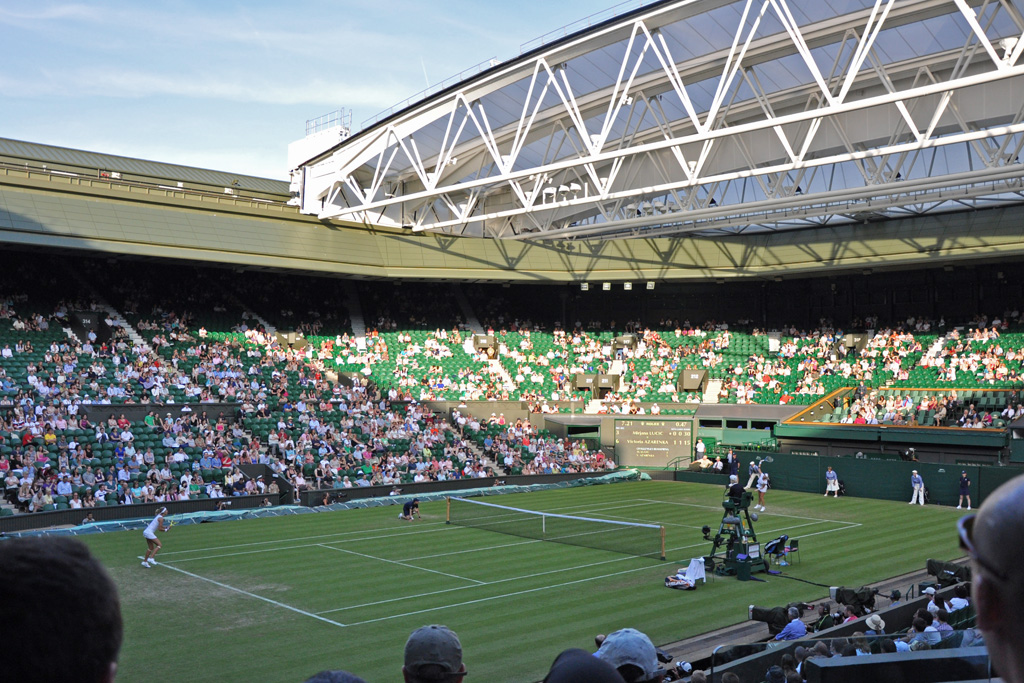
2010년 대회 당시 개폐식 지붕을 개방한 상태의 센터 코트 모습.

윔블던은 가장 오랜 전통과 역사를 자랑하는 최고 권위의 테니스 대회로서의 위상을 21세기에도 이어 나간다는 목표 아래 관람자와 참가선수, 대회진행요원들 및 지역 주민들의 만족도를 높일 수 있도록 대회의 질을 향상시키기 위한 장기 계획을 1993년에 발표하였다.
이 계획의 1단계는 1997년 아오란지 파크(Aorangi Park)에 새로운 1번 코트와 방송 센터, 두 면의 추가 잔디 코트 및 언덕 지역 아래에 처치로드와 서머셋로드(Somerset Road)를 잇는 터널을 완공하면서 완성되었다.
2단계 계획은 옛 1번 코트 경기장을 철거하여 여기에 선수 및 기자, 진행요원, 회원들을 위한 편의시설을 갖춘 새로운 밀레니엄 빌딩을 건축하는 것과, 센터 코트의 서쪽 스탠드에 728석의 좌석을 추가 설치하는 것으로 완성되었다.
3단계 계획은 입구 빌딩과 직원 숙소, 박물관, 은행 그리고 티켓 오피스를 설치파는 것으로 완료되었다.
2009년에는 센터 코트에 개폐식 지붕을 설치하여 우천에 관계없이 지속적인 경기 진행이 가능한 환경을 갖추었다. 올 잉글랜드 클럽은 2009년 5월 17일에 개폐식 지붕 설치를 기념하는 축하행사인 A Centre Court Celebration을 개최하였으며, 이 행사에서는 안드레 애거시와 슈테피 그라프, 킴 클리스터스. 팀 헨만의 초청 경기가 함께 열렸다. 정식 대회에서 새로운 지붕을 최초로 사용한 것은 이 해 윔블던 여자 단식 4회전 디나라 사피나와 아멜리 모레스모의 경기 도중에 시작된 비로 인해 지붕을 닫고 경기를 속행한 것이었다. 전체 경기가 지붕을 닫고 진행된 최초의 경기는 2009년 6월 29일 열린 윔블던 남자 단식 앤디 머레이와 스타니슬라스 바브링카의 경기였다. 한편 윔블던에서 하루 중 가장 늦게 종료된 경기는 2010년 대회 남자 단식 1회전 노박 조코비치와 올리비에 로쿠스의 경기로, 이 경기는 오후 10시 58분에 조코비치의 승리로 끝났다.
2009년에는 2번 코트를 위한 4000석의 새로운 좌석이 옛 13번 코트 자리에 설치되었다. 2010년 9월 현재 3번 코트를 위한 2000석의 새로운 좌석의 설치가 옛 2번 코트와 3번 코트 자리에서 진행 중이다.

## 경기 구성
윔블던은 5개의 메인 경기 부문과 4개 주니어 경기, 그리고 4개 초청 경기 부문으로 구성되어 있다.

### 메인 경기
5개 메인 경기의 구성 및 참가 인원(팀)은 다음과 같다.
- 남자 단식 (128 드로)
- 여자 단식 (128 드로)
- 남자 복식 (64 드로)
- 여자 복식 (64 드로)
- 혼합 복식 (48 드로)

### 주니어 경기
주니어 경기는 칠드런스 윔블던(Children's Wimbledon)이라는 명칭을 줄여 ‘침블던’(Chimbledon)이라는 약칭으로도 부른다. 구성 및 참가 인원(팀)은 다음과 같다. 주니어 경기에 혼합 복식은 없다.
- 남자 단식 (64 드로)
- 여자 단식 (64 드로)
- 남자 복식 (32 드로)
- 여자 복식 (32 드로)

### 초청 경기
4개 초청 경기의 구성 및 참가 인원(팀)은 다음과 같다.
- 남자 초청 복식 (8개 팀 라운드 로빈)[10]
- 시니어 남자 초청 복식 (8개 팀 라운드 로빈)[11]
- 여자 초청 복식 (8개 팀 라운드 로빈)
- 남자 휠체어 복식 (4개 팀)[12]
- 여자 휠체어 복식 (4개 팀)[12]

### 경기 형식
남자 단식 및 남자 복식 경기는 5세트 3선승제이며, 그 외의 경기는 모두 3세트 2선승제로 진행된다. 게임 스코어가 6-6으로 동률을 이루면 타이브레이크를 적용한다. 단, 각 경기의 마지막 세트(5세트 경기의 경우 5번째 세트, 3세트 경기의 경우 3번째 세트)에서는 한 선수가 2게임 리드를 먼저 따낼 때까지 타이브레이크 없이 게임을 계속 진행한다.
모든 경기는 싱글 엘리미네이션 토너먼트 방식으로 진행되어 경기의 패자는 토너먼트에서 바로 탈락하게 된다. 단, 남자 시니어 초청 복식, 시니어 남자 초청 복식, 여자 초청 복식 경기는 라운드 로빈 방식으로 진행된다.
1922년 대회 이전까지는 대회 우승자가 이듬해 대회 결승에 자동으로 진출하고(여자 복식 및 혼합 복식은 제외) 새로운 결승 진출자가 이에 도전하는 방식으로 대회가 진행되었다. 이 때문에 이 시기에는 한 선수가 여러 해에 걸쳐 연속으로 우승하는 경우가 상대적으로 더 많았다. 1922년 대회부터 이러한 방식은 더 이상 사용되지 않게 되었다.

## 트로피 및 상금

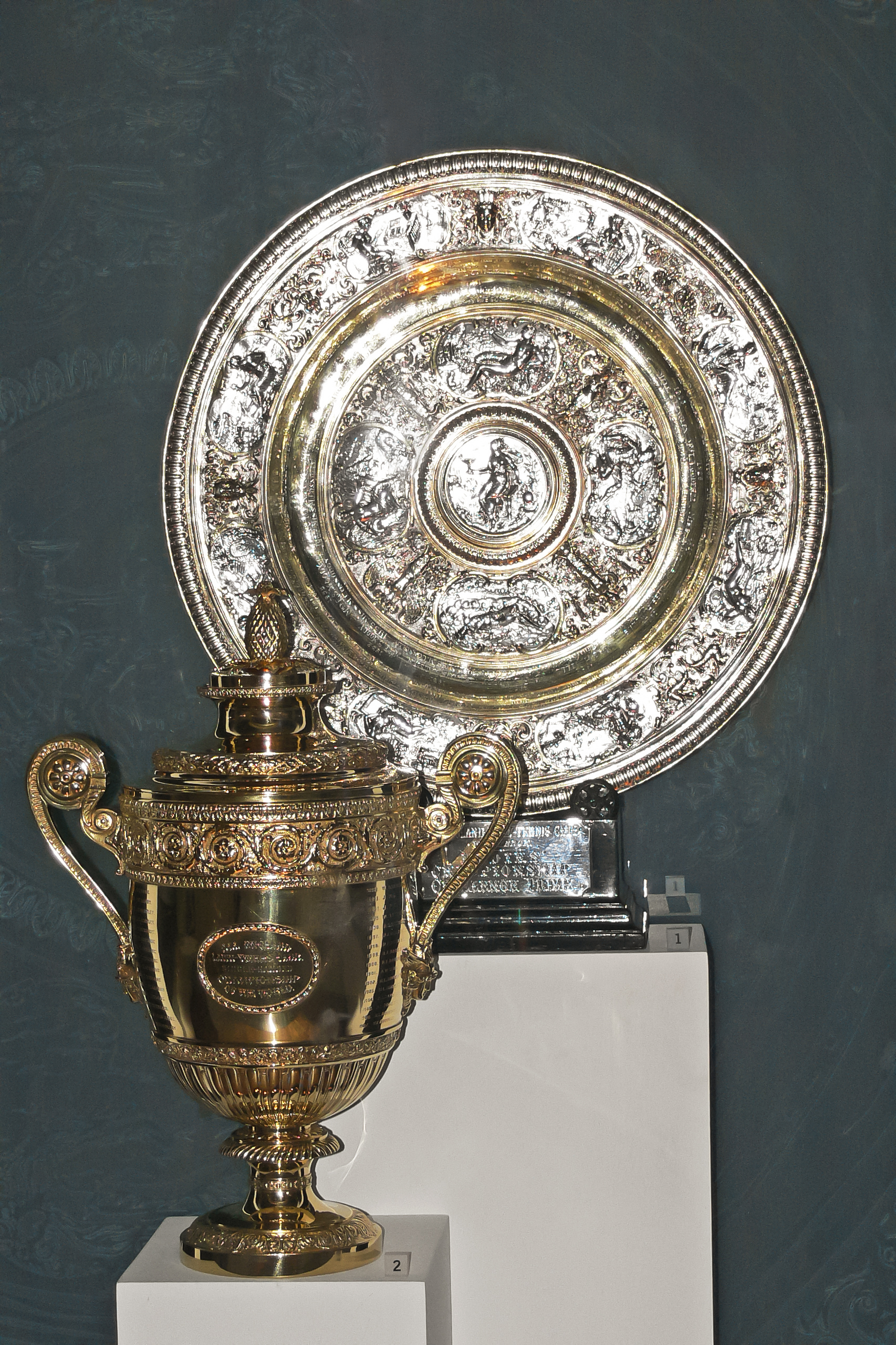
남자 단식(아래) 및 여자 단식 우승 트로피.

남자 단식 우승자는 높이 18.5인치(약 47 cm)에 지름 7.5인치(약 19 cm)의 은도금 된 우승컵을 수여 받는다. 이 우승컵은 1887년부터 사용되었으며 표면에는 “All England Lawn Tennis Club Single Handed Championship of the World”라는 글귀가 새겨져 있다. 여자 단식 우승자는 비너스 로즈워터 디시 혹은 로즈워터 디시라 불리는 순은쟁반을 수여 받는다. 이 쟁반의 지름은 18.75인치(약 48 cm)이며 신화와 관련된 무늬들로 장식되어 있다. 남자 복식 및 여자 복식, 혼합 복식 우승자들은 은 우승컵을 수여 받는다. 각 경기의 준우승자들은 모두 무늬가 새겨진 은쟁반을 수여 받는다. 모든 트로피들은 대부분 올 잉글랜드 클럽의 회장에 의해 수여된다.
대회 참가선수들에게 상금이 지급되기 시작한 것은 프로 선수들에게 문호가 개방되었던 1968년부터이다.
2007년 이전까지 윔블던을 포함한 다른 대부분의 대회들은 남자 선수들에게 여자 선수들보다 더 많은 상금을 지급해 왔다. 2007년 윔블던은 상금 정책을 변경하여 남녀 선수들간의 상금 차등을 없앴다. 이 문제와 관련하여 남자 선수들이 여자 선수들보다 더 많은 세트를 소화하므로, 시간당 지급되는 보수를 균등하게 책정한다는 의미에서 남자가 상금을 더 많이 받는 것이 타당하다는 주장도 있었다. 그러나 테니스 선수는 플레이한 경기 시간을 기준으로 보수를 받는 직업이 아니므로, 상금 책정에 있어서 경기나 세트의 수 등을 따지는 것은 부적절하다는 것이 일반적인 견해였다.
2009년 대회의 총상금액은 1,250,000 파운드였으며 단식 우승자는 850,000 파운드의 우승 상금을 받았다. 이는 2008년 대회 우승 상금보다 13.3 퍼센트 증가한 액수였다.
2010년 대회의 총상금액은 13,725,000 파운드로 증액되었으며, 단식 우승 상금은 백만 파운드였다.

## 방송 중계

### 영국
1937년부터 BBC는 영국 내에서 윔블던 대회를 텔레비전을 통해 중계해 왔다. 1956년부터 1968년까지는 ITV 네트워크에서도 윔블던을 중계했지만, 1969년 이후에 BBC가 독점 중계권을 보유하고 있다. 경기 중계는 주로 BBC One과 BBC Two, 그리고 Red Button 서비스를 통해 분산되어 방송된다. 이에 따라 생중계 경기가 이 세 채널 사이를 이동하는 경우도 발생한다. BBC는 윔블던 중계권을 2027년까지 보유하고 있다.
British Satellite Broadcasting 시절에는, 스포츠 채널을 통해 구독자 전용 추가 중계가 제공되기도 했다. 윔블던 중계에서 가장 유명한 영국인 해설자는 댄 매스켈(Dan Maskell)로, 1991년 은퇴할 때까지 BBC에서 "테니스의 목소리"로 불렸다. 그 뒤를 이어 존 배럿(John Barrett)이 해설을 맡았으며, 2006년까지 활동하였다.
현재 BBC에서 윔블던 중계를 맡고 있는 해설진에는 영국 출신 전 테니스 선수인 앤드루 캐슬(Andrew Castle), 존 로이드(John Lloyd), 팀 헤먼(Tim Henman), 그렉 루세드스키(Greg Rusedski), 사만다 스미스(Samantha Smith), 마크 페치(Mark Petchey) 등이 있다. 또한 존 매켄로(John McEnroe), 트레이시 오스틴(Tracy Austin), 보리스 베커(Boris Becker), 린제이 데이븐포트(Lindsay Davenport) 등 세계적인 선수들도 해설에 참여하고 있으며, 데이비드 머서(David Mercer), 배리 데이비스(Barry Davies), 앤드루 코터(Andrew Cotter), 닉 멀린스(Nick Mullins) 같은 스포츠 전문 해설자들도 참여한다.
중계 진행은 수 바커(Sue Barker)가 생방송을 맡고, 클레어 볼딩(Claire Balding)이 하이라이트 프로그램을 진행한다. 과거 BBC 진행자로는 데스 라이넘(Des Lynam), 데이비드 바인(David Vine), 존 인버데일(John Inverdale), 해리 카펜터(Harry Carpenter) 등이 있다.
영국 정부 규정에 따라, 윔블던 결승전은 반드시 지상파 텔레비전(BBC, ITV, 채널 4, 채널 5 중 하나)에서 생중계되어야 한다. 나머지 경기들은 지상파를 통한 하이라이트 제공이 의무이며, 결승전을 제외한 생중계는 위성 또는 케이블 TV를 통해 추가적으로 시청할 수 있다.
2011년에는 BBC 해설진의 "과도한 대화"에 대해 많은 시청자들이 불만을 제기하였고, 이에 BBC는 공식 사과문을 발표하였다. BBC는 "해설에 대한 평가는 주관적일 수 있으나, 과도한 대화가 청취자들에게 불편을 줄 수 있다는 점을 인지하고 있다"고 밝히며, 균형 잡힌 중계를 지향하겠다고 덧붙였다. 당시 해설에는 팀 헤먼과 존 매켄로도 참여하였다.
윔블던은 TV 방송사에 있어 역사적인 순간을 함께했다. 1967년 7월 1일 영국 최초의 공식 컬러 텔레비전 방송이 BBC Two를 통해 윔블던 대회를 생중계하면서 시작되었다. 그 해의 4시간짜리 생중계는 유럽 최초의 정규 컬러 방송이었으며, 이 대회의 남자 단식 결승전 영상은 BBC 아카이브에 현재까지 보관되어 있다. 당시 사용된 테니스 공은 전통적으로 흰색이었으나, 컬러 방송에서 가시성을 높이기 위해 1986년부터 노란색 공으로 변경되었다.
2007년부터 윔블던 경기는 고화질(HD)로 방송되기 시작하였으며, BBC의 무료 HD 채널(BBC HD)을 통해 센터 코트와 1번 코트 경기가 생중계되었다. 이후 현재는 BBC One과 BBC Two의 HD 채널에서 방송되고 있다. 2018년부터는 센터 코트 경기 전체가 4K 울트라 HD로 생중계되고 있다. 
BBC 윔블던 중계의 오프닝 테마 음악은 키스 맨스필드(Keith Mansfield) 작곡의 "Light and Tuneful"이다. 방송 종료 시에는 "A Sporting Occasion"이라는 곡을 전통적으로 사용하며, 대회가 종료될 때에는 인기 음악에 맞춘 몽타주 영상으로 방송을 마무리하는 전통이 있다. 맨스필드는 NBC 윔블던 중계에서 인터벌 및 종료 시 사용되는 "World Champion"이라는 곡도 작곡하였다.

### 아일랜드
1980년대와 1990년대 동안, 아일랜드에서는 RTÉ가 RTÉ Two 채널을 통해 윔블던 대회를 중계하였다. 또한 저녁 시간대에는 경기 하이라이트도 방송하였다. 중계 해설은 아일랜드계 미국인 출신의 전직 프로 테니스 선수 맷 도일(Matt Doyle)과, 전 RTÉ 뉴스 앵커였던 짐 셔윈(Jim Sherwin)이 맡았다. 방송 진행은 캐롤라인 머피(Caroline Murphy)가 담당하였다.
그러나 1998년에 RTÉ는 시청률 하락과 BBC를 통한 경기 시청자 수 증가를 이유로 윔블던 중계를 중단하기로 결정하였다.
2005년부터 2014년까지는 아일랜드어 방송사인 TG4가 대회 중계를 맡았다. TG4는 경기 생중계를 아일랜드어로 제공하였고, 저녁 시간대에는 영어로 된 하이라이트 프로그램을 방송하였다.
2015년에는 윔블던 중계권이 3년 계약을 통해 유료 방송사인 Setanta Sports로 이전되었으며, 그 후속 방송사인 Eir Sport가 2021년 폐국할 때까지 아일랜드 내 중계를 이어갔다.

### 미국
미국에서는 1960년대에 ABC가 Wide World of Sports 시리즈를 통해 윔블던 남자 단식 결승전 녹화 하이라이트를 방송하기 시작하였다. NBC는 1969년부터 43년 동안 윔블던 중계를 맡았으며, 남자 단식 결승전을 당일 녹화 편집본 형태로 방송하였다. 1979년부터 NBC는 남자 단식 결승전을 생중계하기 시작하였고, 1982년에는 여자 단식 결승전도 생중계하였다.
수십 년간 NBC는 주말마다 "Breakfast at Wimbledon"이라는 특집 방송을 편성하였으며, 미국과 영국 간 시차로 인해 이른 아침에 생중계가 시작되어 오후까지 이어졌다. 이 방송에는 해설자 버드 콜린스(Bud Collins)가 경기 해설과 인터뷰를 맡았으나, 그는 2007년 NBC에서 해고된 뒤 곧바로 ESPN으로 이적하였다. 오랫동안 NBC 윔블던 중계의 주요 진행자는 베테랑 아나운서 딕 엔버그(Dick Enberg)였다.
1975년부터 1999년까지, 유료 채널인 HBO가 윔블던 평일 중계를 담당하였다. 진행자로는 짐 램플리(Jim Lampley), 빌리 진 킹(Billie Jean King), 마르티나 나브라틸로바(Martina Navratilova), 존 로이드(John Lloyd), 배리 맥케이(Barry MacKay) 등이 있었다가, 2003년부터 ESPN이 케이블 파트너로 중계를 이어받았다.
한편, AELTC(올잉글랜드 클럽)는 NBC가 오전 10시(미국 동부시간)까지 Today 프로그램을 마친 후에야 준결승 및 8강전을 방송하는 정책에 대해 불만을 표출하였다. 또한 NBC는 동부시간대 이외 지역에는 테이프 딜레이(녹화 중계)를 사용하고, 일부 주목받는 경기는 경기 상황에 관계없이 녹화본으로 편집하여 방영하였다. 특히 2009년에는, ESPN2에서 중계하던 토미 하스(Tommy Haas) 대 노박 조코비치(Novak Djokovic) 8강 경기가 오전 10시를 넘기자 방송이 강제로 중단되었고, NBC가 녹화본을 이전 경기였던 이보 칼로비치(Ivo Karlović) 대 로저 페더러(Roger Federer) 경기를 먼저 방송한 뒤에야 이어서 보여주는 사건이 있었다.
이러한 문제로 인해, 2012년부터 윔블던 중계는 ESPN과 ESPN2로 이관되었고, 이는 호주 오픈에 이어 생중계가 전면 유료 케이블로 옮겨진 두 번째 메이저 대회가 되었으며, 또한 ESPN Deportes를 통해 스페인어 중계도 제공된다. 결승전은 여전히 ABC에서 녹화본 형태로 방송된다.
2021년 7월 9일에 ESPN과 AELTC는 2024년부터 2035년까지 12년간 ESPN이 윔블던 중계를 연장하기로 합의하였다. 이 계약에는 2022년부터 윔블던 대회 중 "미들 선데이" (기존에는 휴식일이었던 일요일) 경기를 ABC에서 생중계하는 조항도 포함되었다.
녹화 중계는 Tennis Channel의 "Wimbledon Primetime" 프로그램을 통해 저녁 시간대와 심야에 방영된다.

### 대한민국
대한민국에서는 지상파 채널였으나, 2000년대 중후반 MBC ESPN(現 MBC 스포츠플러스)와 2011년부터 2014년까지 SBS ESPN(現 SBS 스포츠)을 거쳐, 2015년부터 2021년까지 JTBC 3 폭스 & 스포츠 중계하였으며, 2022년부터 2023년까지 SPOTV이었다가, 2024년부터 CJ ENM(tvN SPORTS·tvN)와 온라인 스트리밍 채널인 TVING을 통해 대한민국 내 영국 윔블던 선수권 대회 독점 중계권을 보유하고 있다.

### 그외 국가
덴마크에서는 TV2가 2022년까지 중계권을 보유하였고, 이탈리아에서는 Sky Sport와 SuperTennis가 2022년까지 중계권을 보유하고 있었다.
네덜란드에서는 센터 코트 경기가 Eurosport 1에서 생중계되며, 나머지 코트 경기는 Eurosport Player를 통해 중계된다. 단, 코트 1(Court One) 경기는 Ziggo Sport/Ziggo Sport Select에서 별도로 생중계된다.
독일에서는 2007년부터 Sky Sport가 윔블던을 독점 중계하고 있으며, 2018년 12월에는 이 계약을 연장하여 오스트리아, 독일, 스위스에서도 2022년까지 독점 중계권을 확보하였다.
오스트레일리아에서는 무료 지상파 방송사인 나인 네트워크가 약 40년간 윔블던을 중계했으나, 2010년 대회 이후 시청률 하락과 스포츠 중계권 입찰을 위한 비용 절감 필요성을 이유로 중계를 중단하였다. 이후 2011년 4월 세븐 네트워크(당시 호주 오픈 주관 방송사)와 자매 채널인 7Two가 윔블던 중계를 맡게 되었으며, 유료 방송인 Fox Sports Australia도 함께 대회를 중계하였다. 2021년부터 무료 지상파 중계가 나인 네트워크를 통해 다시 제공되고 있다.
인도 및 남아시아 지역에서는 Star Sports가 중계권을 보유하고 있으며, 파키스탄에서는 PTV Sports를 통해 중계된다.
뉴질랜드에서는 무료 지상파 채널인 TVNZ One을 통해 매일 밤 11시(런던 기준 정오)부터 중계가 시작된다. 또한 2017년부터는 새로운 채널인 TVNZ Duke(역시 무료 채널)을 통해, 뉴질랜드 선수들이 참가하는 외곽 코트 경기 등 메인 피드와는 다른 대체 중계도 제공하고 있다.
동남아시아 지역에서는 1992년부터 2021년까지 Fox Sports Asia가 중계권을 보유했으며, 2021년 Fox Sports Asia가 폐쇄된 이후 현재는 SPOTV가 동남아시아 전체 지역에서 중계권을 보유하고 있다.
또한, 대부분의 경기들은 인터넷 베팅 사이트 및 기타 라이브 스트리밍 서비스를 통해서도 시청이 가능하며, 이는 거의 모든 코트에 설치된 텔레비전 카메라를 통해 연속적인 중계가 가능해졌기 때문이다.

## 같이 보기
- 윔블던 남자 단식 우승자 목록
- 윔블던 여자 단식 우승자 목록
- 윔블던 남자 복식 우승자 목록
- 윔블던 여자 복식 우승자 목록
- 윔블던 효과